# José da Cruz Policarpo
José da Cruz Policarpo, portugalski rimskokatoliški duhovnik, škof in kardinal, * 26. februar 1936, Alvorninha, † 12. marec 2014, Lizbona.

## Življenjepis
15. avgusta 1961 je prejel duhovniško posvečenje.
26. maja 1978 je bil imenovan za pomožnega škofa Lizbone in za naslovnega škofa Caliabrie; 29. junija istega leta je prejele škofovsko posvečenje.
5. marca 1997 je bil imenovan za pomočnika patriarha Lizbone; položaj je nasledil 24. marca 1998.
21. februarja 2001 je bil povzdignjen v kardinala in imenovan za kardinal-duhovnika S. Antonio in Campo Marzio.